# Samuel Lipschütz
Samuel (Salomon) Lipschütz (ur. 4 lipca 1863 w Użhorodzie, zm. 30 listopada 1905 w Hamburgu) – amerykański szachista pochodzenia węgierskiego.

## Osiągnięcia turniejowe
- 1886 – międzynarodowy turniej w Londynie (zwycięstwo nad Johannesem Zukertortem)
- 1890 – mistrzostwo Stanów Zjednoczonych
- 1892 – mistrzostwo Stanów Zjednoczonych (ponownie)
- 1897 – międzynarodowy turniej w Nowym Jorku (dzielone I miejsce)
- 1900 – mistrzostwo Manhattan Chess Club

Salomon Lipschütz zmarł przedwcześnie w roku 1905 wskutek powikłań pooperacyjnych (zmagał się z chorobą płuc).
Według retrospektywnego systemu Chessmetrics, najwyżej sklasyfikowany był w sierpniu 1900, zajmował wówczas 4. miejsce na świecie (za Emanuelem Laskerem, Harrym Pillsburym oraz Gézą Maróczym).